# Micropeza setaventris
Micropeza setaventris är en tvåvingeart som beskrevs av Cresson 1938. Micropeza setaventris ingår i släktet Micropeza och familjen skridflugor. Inga underarter finns listade i Catalogue of Life.